# بالاري
بالاري هي كومونا في مقاطعة سافونا في منطقة ليغوريا الإيطالية ، وتقع على بعد حوالي 50 كيلومتر (31 ميل) غرب جنوة وحوالي 15 كيلومتر (9 ميل) غرب سافونا .
تقع بالاري على حدود البلديات التالية: بورميدا و كاركير و مالاري و ميليسيمو و أوسيليجا و بلوديو .